# Witzigster Witz der Welt

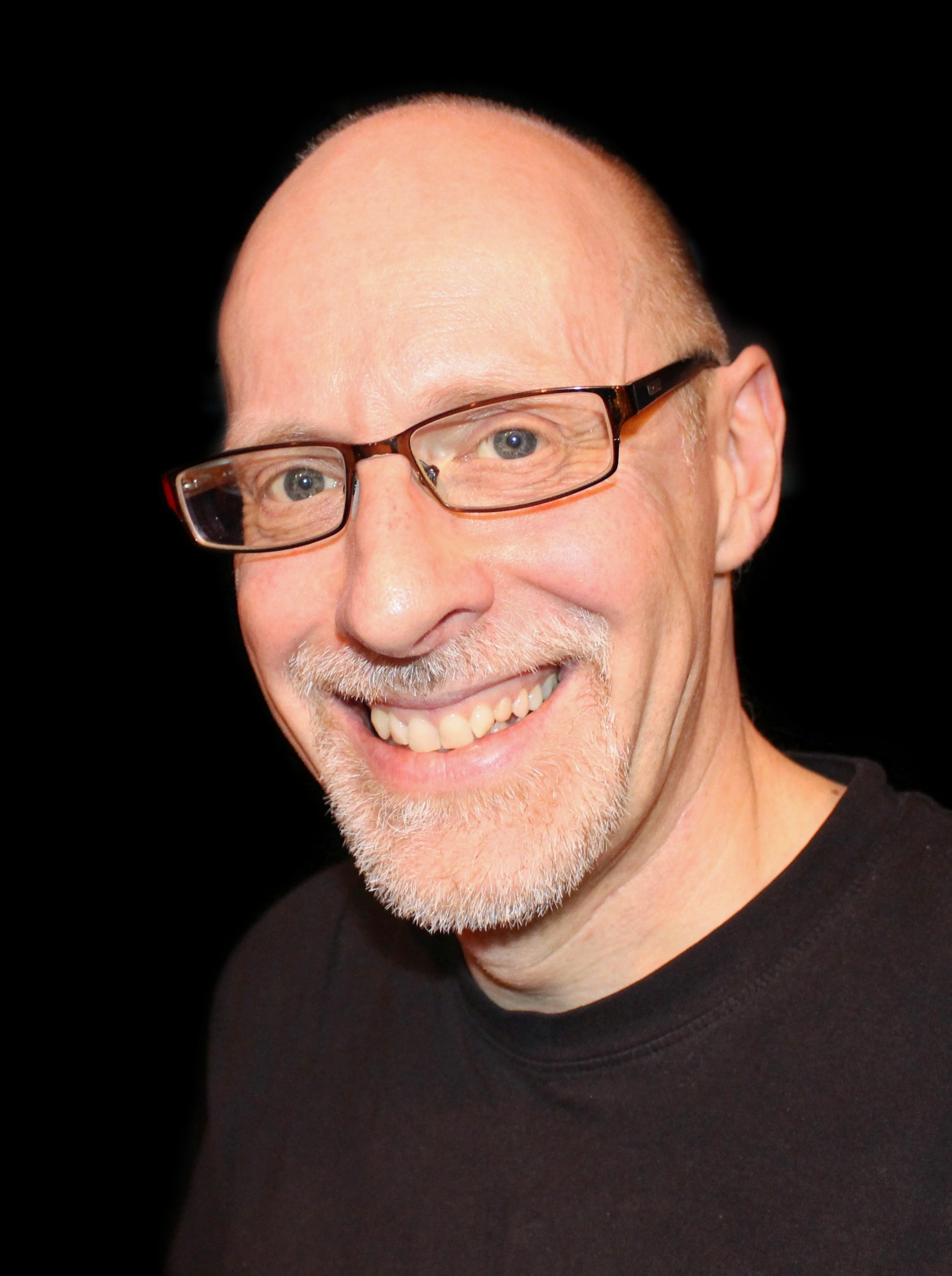
Richard Wiseman (2014)

Die Bezeichnung „witzigster Witz der Welt“ stammt von Richard Wiseman (2002) von der University of Hertfordshire und fasst die Ergebnisse seiner Untersuchungen zusammen. Wiseman führte eine Untersuchung durch, für die er eine „Lachlabor“ (LaughLab) genannte Website einrichtete, auf der man Witze einstellen und bewerten konnte. Ziel war es, denjenigen Witz zu finden, der die größte Aufmerksamkeit und das größte Verständnis bei unterschiedlichen Kulturen, Bevölkerungen und Ländern hatte.
Der Sender History Channel brachte hierzu sogar ein Spezial heraus.
Der Witz, der gewann, basierte auf einem Sketch in der Goon Show (1951) von Spike Milligan. Gurpal Gosal aus Manchester hatte diesen Witz eingesendet.

„Zwei Jäger sind im Wald, als einer von beiden kollabiert. Er atmet nicht mehr und sein Blick ist starr. Der andere Jäger greift zu seinem Telefon und ruft den Notarzt: „Mein Freund ist tot! Was muss ich tun?“ Die Notrufzentrale antwortet: „Beruhigen Sie sich. Ich kann Ihnen helfen. Vergewissern Sie sich zuerst, dass er auch wirklich tot ist.“ Stille am anderen Ende, dann hört man einen Schuss. Zurück am Telefon fragt der Jäger: „Gut, und jetzt?““